# 日本遺伝学会
日本遺伝学会（にほんいでんがっかい、英文名 THE GENETICS SOCIETY OF JAPAN、略称GSJ）は遺伝に関する研究を奨め、その知識の普及を図ることを目的として、1920年に安藤広太郎や田中義麿らによって設立された学会。男女共同参画学協会連絡会に加盟している。2022年時点の会員数は735名。
事務所を静岡県三島市谷田1111国立遺伝学研究所内に置いている。

## 機関誌
- Genes & Genetic Systems(GGS)